# عبدالحسین مشیر فاطمی
سید عبدالحسین مشیر فاطمی (زاده ۱۲۹۰ اصفهان) دولتمرد و قانونگذار دوره پهلوی بود.
از سادات طباطبایی و نوادگان قاضی نورالهدی نائینی بود. پدرش میرزا مهدی خان عمادالسلطنه از رجال دوره‌های قاجار و پهلوی بود. مادرش دختر سلطان مسعود میرزا ظل‌السلطان پسر ناصرالدین شاه قاجار بود.
پس از اخذ دیپلم به هزینه بانک ملی به اروپا رفت و درجه دکتری گرفت. پس از بازگشت در بانک ملی مشغول به کار شد. مدتی ریاست دفتر اختصاصی نخست‌وزیر را به عهده داشت و در سال ۱۳۲۸ به معاونت نخست‌وزیری رسید. در سال ۱۳۳۲ به مجلس شورای ملی راه یافت و در دوره‌های هجدهم و نوزدهم نمایندگی اصفهان را در مجلس به عهده داشت.
مشیر فاطمی همیشه در شوراها و هیئت نظار بانک‌ها عضویت داشت. آخرین سمتش رئیس نظار بانک مرکزی بود.